# Flugplatz Voghera

i7
i11
i13
Der Flugplatz Voghera (italienisch Aeroporto di Voghera-Rivanazzano Terme, ICAO-Code: LILH) befindet sich in der norditalienischen Region Lombardei, rund fünf Kilometer südlich der Stadt Voghera, auf dem Gebiet der Gemeinde Rivanazzano Terme.

## Infrastruktur und Nutzung
Der am Fuß des Ligurischen Apennin in der Po-Ebene gelegene Flugplatz hat eine 1000 Meter lange, asphaltierte, in Nord-Süd-Richtung verlaufende Start- und Landebahn (16/34). Westlich der Piste befindet sich ein asphaltiertes Vorfeld mit Hangar und einigen anderen Einrichtungen. Der Flugplatz dient in erster Linie der Allgemeinen Luftfahrt. Betrieben wird er vom örtlichen Aeroclub, der hier auch eine Flugschule unterhält.

## Geschichte
Ein erster Flugplatz wurde in Voghera im Ersten Weltkrieg angelegt. 1926 entstand dort eine Sektion des Aeroclubs der Provinz Pavia. 1951 wurde der Aeroclub Voghera gegründet, der bis 1956 den Flugplatz Voghera-Rivanazzano einrichtete. Zunächst hatte er nur eine 600 Meter lange Graspiste. Erste größere Ausbaumaßnahmen erfolgten in den 1980er Jahren. 1993 wurden die Piste und das Vorfeld asphaltiert.